# Flucht aus einem anderen Universum
Flucht aus einem anderen Universum (Originaltitel: The Counter-Clock Incident) ist die sechste und letzte Episode der zweiten Staffel der Science-Fiction-Zeichentrickserie Die Enterprise. Sie wurde in englischer Sprache erstmals am 12. Oktober 1974 bei NBC ausgestrahlt. In Deutschland war sie zum ersten Mal unter dem Titel Weltraumkosmetik am 16. März 1976 in einer stark geschnittenen und inhaltlich veränderten synchronisierten Fassung im ZDF zu sehen. Eine ungekürzte, originalgetreue Synchronfassung erschien erstmals 1994 auf VHS. Die erste Fernsehausstrahlung dieser Fassung erfolgte am 10. Oktober 2016 auf Tele 5.

## Handlung
Im Jahr 2270 bei Sternzeit 6770.3 bringt die Enterprise Robert April nach Babel. April war der erste Captain der Enterprise, danach diente er 20 Jahre lang als Sonderbotschafter der Föderation. Nun soll er auf Babel geehrt werden, bevor er seinen Ruhestand antritt. Begleitet wird er von seiner Frau Sarah, der ehemaligen Schiffsärztin der Enterprise.
Als die Enterprise die Supernova Beta Niobe passiert, registriert der erste Offizier Spock plötzlich ein unbekanntes Schiff, das mit extrem hoher Geschwindigkeit fliegt und sich auf Kollisionskurs befindet. Die Enterprise kann ausweichen, doch das Schiff steuert weiter direkt auf Beta Niobe zu. In der Absicht, es zu schützen, lässt Captain Kirk einen Traktorstrahl auf das Schiff richten. Die junge Pilotin nimmt Kontakt mit der Enterprise auf, doch ihre Worte bleiben zunächst unverständlich und es dauert einen Moment, bis klar wird, dass sie rückwärts spricht. Der Traktorstrahl kann das Schiff nur verlangsamen und es zieht die Enterprise mit sich in Richtung Beta Niobe.
Statt zerstört zu werden, finden sich beide Schiffe nun in einem anderen Universum mit einem weißen Weltall und schwarzen Sternen wieder. In diesem Universum scheint alles rückwärts abzulaufen, wovon jetzt auch die Schiffssysteme der Enterprise betroffen sind. Sarah April stellt als erste fest, dass hier auch die Alterung rückwärts verläuft, denn sie hat eine bereits verwelkte Blüte bei sich, die sich wieder regeneriert und schließlich zum Samenkorn wird.
Die Pilotin des fremden Schiffs meldet sich erneut. Sie stellt sich als Karla Fünf vor und erklärt, dass sie sich auf einer Forschungsmission befand, um eine Supernova zu beobachten, die zu einem Stern wurde. Da dieses Ereignis offenbar zur gleichen Zeit und am gleichen Ort stattfand wie die Beta-Niobe-Supernova, wurde dadurch anscheinend eine Brücke zwischen beiden Universen geschaffen. Karla Fünf befand sich auf dem Rückweg in ihr Universum, als sie von der Enterprise gestört wurde. Unglücklicherweise ist der Enterprise der Rückweg versperrt, denn die Verwandlung der Supernova in einen Stern ist hier inzwischen abgeschlossen. Karla Fünf schlägt vor, dass die Enterprise sie zu ihrem Heimatplaneten Arret begleitet, wo man nach einer Lösung suchen wird.
Auf Arret macht Karla Fünf Kirk und Spock mit ihrem Vater, einem Säugling, und ihrem Sohn, einem älteren Mann namens Karl Vier, bekannt. Mit Karl Viers Hilfe machen sie einen erloschenen Stern ausfindig, der in diesem Universum die gleiche Position einnimmt wie die Supernova Minara. Durch Beschuss mit Positivmaterie soll er künstlich wieder zum Leben erweckt werden, wodurch erneut eine Brücke zwischen beiden Universen entsteht. Das Schiff von Karla Fünf soll die Positivmaterieladung an Bord nehmen und ferngesteuert die Enterprise hinter sich her ziehen, da deren Antrieb nicht die nötige Geschwindigkeit für die Rückreise liefern kann.
Je schneller die Enterprise wird, desto stärker beschleunigt sich die Verjüngung der Besatzung. Als die ersten Brückenoffiziere zu Kindern werden, verlieren sie auch ihr Wissen über die Bedienung der Instrumente. Als auch Kirk zu jung geworden ist, übernimmt der zu einem jungen Mann zurückverwandelte Robert April kurzentschlossen das Kommando. Es gelingt ihm, die Enterprise sicher in ihr Universum zurückzubringen. Anschließend nutzt er das Transportersystem des Schiffs, um der Besatzung ihr normales Alter zurückzugeben, denn dort sind die Molekularstrukturen aller Besatzungsmitglieder aus der Zeit vor der Reise in das andere Universum gespeichert. Robert und Sarah April überlegen kurz, ob sie jung bleiben und ihr Leben noch einmal leben sollen, doch sie entscheiden sich schließlich dagegen. Etwas später erreicht die Enterprise eine Nachricht: Aufgrund seines heroischen Verhaltens wird die Pensionierung von Robert April aufgeschoben und er kann weiterhin als Sonderbotschafter tätig sein.

## Besonderheiten

### Verbindungen zu anderen Star-Trek-Produktionen
Flucht aus einem anderen Universum nimmt Bezug auf mehrere Folgen der Vorgängerserie Raumschiff Enterprise:
- Der Planetoid Babel war bereits das Ziel der Enterprise in der Folge Reise nach Babel.
- Sarah April trägt eine Blume vom Planeten Capella IV. Dieser Planet war Handlungsort der Folge Im Namen des jungen Tiru.
- Die Enterprise gelangt durch die Supernova Beta Niobe in das andere Universum. Beta Niobe spielte eine wichtige Rolle in der Folge Portal in die Vergangenheit.
- Der Heimatplanet von Karla Fünf heißt Arret (rückwärts für „Terra“). Dieser Name wurde auch für den Planeten aus Geist sucht Körper verwendet. Dort wurde der Name allerdings nur im Drehbuch verwendet und in der Folge selbst nicht genannt.
- Die Enterprise verlässt das andere Universum durch die Supernova Minara. Minara spielte eine wichtige Rolle in der Folge Der Plan der Vianer.

Die Idee der Verjüngung wurde in wurden in späteren Star-Trek-Produktionen wieder aufgegriffen:
- In Folge 1.16 (Die Entscheidung des Admirals) von Raumschiff Enterprise – Das nächste Jahrhundert aus dem Jahr 1988 nimmt der Sternenflotten-Admiral Mark Jameson ein verjüngendes Medikament. Durch eine Überdosierung verläuft der Verjüngungsprozess unkontrolliert.
- In Folge 6.07 (Erwachsene Kinder) von Raumschiff Enterprise – Das nächste Jahrhundert aus dem Jahr 1992 werden vier Besatzungsmitglieder der Enterprise D beim Durchqueren einer Anomalie verjüngt. Wie in Flucht aus einem anderen Universum wird auch hier der Transporter benutzt, um die Verjüngung rückgängig zu machen.
- In Folge 2.22 (Unschuld) von Star Trek: Raumschiff Voyager aus dem Jahr 1996 trifft Tuvok auf Angehörige eines Volks, das rückwärts altert.

In der Folge selbst wird nicht genauer erklärt, warum sich die Verjüngung der Enterprise-Besatzung am Ende so stark beschleunigt. Laut einer aus Zeitgründen aus der Folge gestrichenen Erklärung sollte hier auf Albert Einsteins spezielle Relativitätstheorie Bezug genommen werden, nach der die Zeit für ein sich schnell bewegendes Objekt langsamer verläuft als für ein zweites Objekt, dass sich relativ zum ersten langsamer bewegt. In dem fremden Universum sollte dieser Effekt genau umgekehrt wirken. Allerdings scheint diese Erklärung nicht zu berücksichtigen, dass die Enterprise einen auf Raumkrümmung basierenden Warp-Antrieb benutzt, der in Star Trek bewusst gewählt wurde, um das Phänomen der Zeitdilatation zu umgehen.

### Besonderheiten der deutschen Synchronfassung
In der ZDF-Synchronisation lautete der deutsche Titel der Folge Weltraumkosmetik. Im Vorspann wurde der Titel jedoch zu Raumkosmetik verkürzt.

## Produktion

### Drehbuch
Drehbuchautor Fred Bronson ließ sich in den Credits der Folge nur unter seinem Pseudonym John Culver nennen. Gemeinsam mut Susan Sackett schrieb Bronson später zwei Drehbücher für die Nachfolgeserie Raumschiff Enterprise – Das nächste Jahrhundert.

### Sprecher und Figuren
In dieser Folge wird Robert April als erster Kommandant der Enterprise eingeführt. Er wird hier von James Doohan gesprochen. Robert April war bereits in Gene Roddenberrys 1964 geschriebenem ersten Entwurf für die Fernsehserie Star Trek als Name des Captains der Enterprise vorgesehen. 2017 wurde April in Folge 1.05 (Wähle deinen Schmerz) von Star Trek: Discovery erneut erwähnt. In der 2022 gestarteten Serie Star Trek: Strange New Worlds ist April eine regelmäßig auftretende Nebenfigur und wird hier von Adrian Holmes gespielt.
Majel Barrett, die in früheren Folgen Schwester Christine Chapel, Lieutenant M’Ress und zahlreiche Gastrollen gesprochen hatte, erhielt eine Nennung in den Credits der Folge, obwohl sie hier keine Sprechrolle übernommen hatte.

## Adaptionen
Alan Dean Foster schrieb eine Romanfassung von Flucht aus einem anderen Universum, die auf Englisch erstmals 1976 erschien. Die deutsche Übersetzung erschien 1993.

## Rezeption
Wes Huntington führte Flucht aus einem anderen Universum 2016 auf msureporter.com in einer Liste der zehn besten Folgen von Die Enterprise auf Platz 10.
James Whitbrook führte Flucht aus einem anderen Universum 2020 auf gizmodo.com.au als eine der zehn wichtigsten Folgen von Die Enterprise.
Ryan Britt führte Flucht aus einem anderen Universum 2020 auf syfy.com in einer Liste der fünf besten Folgen von Die Enterprise auf Platz 5.
Jack Kiely führte Flucht aus einem anderen Universum 2023 auf whatculture.com in einer Liste der zehn wichtigsten Folgen von Die Enterprise auf Platz 2.